# Canoë-kayak aux Jeux africains
Les compétitions de canoë-kayak font partie du programme des Jeux africains depuis 2011.

## Éditions
| Édition | Ville  | Pays       |
| ------- | ------ | ---------- |
| 2011    | Maputo | Mozambique |
| 2019    | Rabat  | Maroc      |

## Médailles par pays
à jour après les Jeux de 2019
| Rang  | Nation               | Or | Argent | Bronze | Total |
| ----- | -------------------- | -- | ------ | ------ | ----- |
| 1     | Afrique du Sud       | 16 | 4      | 1      | 21    |
| 2     | Tunisie              | 6  | 10     | 7      | 23    |
| 3     | Nigeria              | 4  | 1      | 2      | 7     |
| 4     | Angola               | 2  | 3      | 3      | 8     |
| 5     | Algérie              | 1  | 3      | 2      | 6     |
| 6     | Kenya                | 1  | 2      | 1      | 4     |
| 7     | Sao Tomé-et-Principe | 1  | 1      | 2      | 4     |
| 8     | Mozambique           | 1  | 1      | 1      | 3     |
| 9     | Maroc                | 1  | 0      | 1      | 2     |
| 10    | Égypte               | 0  | 4      | 6      | 10    |
| 10    | Sénégal              | 0  | 4      | 6      | 10    |
| Total | Total                | 33 | 33     | 32     | 98    |